# Manfred Linzmaier
Manfred Linzmaier (ur. 27 sierpnia 1962 w Kufstein) – piłkarz austriacki grający na pozycji pomocnika.

## Kariera klubowa
Karierę piłkarską Linzmaier rozpoczął w klubie FC Wacker Innsbruck. W sezonie 1981/1982 zadebiutował w jego barwach w austriackiej Bundeslidze. Od sezonu 1982/1983 był podstawowym zawodnikiem zespołu. W 1982 i 1983 roku przegrał z Wackerem finały Pucharu Austrii odpowiednio z Austrią Wiedeń (0:1, 3:1) i z Rapidem Wiedeń (0:3, 0:5). W 1986 roku klub został przemianowany na FC Swarovski Tirol. W latach 1987–1989 trzykrotnie grał w finale krajowego pucharu, ale wygrał go jedynie w 1989 roku. Ze Swarovskim Tirolem dwukrotnie został mistrzem Austrii w 1989 i 1990 roku, a raz wicemistrzem w 1991 roku.
Latem 1993 roku Linzmaier przeszedł do LASK Linz. Grał w nim przez dwa lata w drugiej lidze i w 1995 roku został piłkarzem Vorwärts Steyr. Po roku przeniósł się do FC Linz, grającego w Regionallidze. Z kolei w latach 1996–1997 grał w drugoligowym FC Kufstein. W 1997 roku zakończył karierę piłkarską.
| Sezon   | Klub                | Kraj    | Rozgrywki     | Mecze | Bramki |
| ------- | ------------------- | ------- | ------------- | ----- | ------ |
| 1981/82 | SSW Innsbruck       | Austria | Bundesliga    | 13    | 1      |
| 1982/83 | SSW Innsbruck       | Austria | Bundesliga    | 29    | 2      |
| 1983/84 | SSW Innsbruck       | Austria | Bundesliga    | 28    | 4      |
| 1984/85 | SSW Innsbruck       | Austria | Bundesliga    | 29    | 3      |
| 1985/86 | SSW Innsbruck       | Austria | Bundesliga    | 36    | 4      |
| 1986/87 | FC Swarovski Tirol  | Austria | Bundesliga    | 31    | 6      |
| 1987/88 | FC Swarovski Tirol  | Austria | Bundesliga    | 33    | 2      |
| 1988/89 | FC Swarovski Tirol  | Austria | Bundesliga    | 32    | 7      |
| 1989/90 | FC Swarovski Tirol  | Austria | Bundesliga    | 29    | 3      |
| 1990/91 | FC Swarovski Tirol  | Austria | Bundesliga    | 28    | 4      |
| 1991/92 | FC Swarovski Tirol  | Austria | Bundesliga    | 27    | 3      |
| 1992/93 | FC Wacker Innsbruck | Austria | Bundesliga    | 16    | 1      |
| 1993/94 | LASK Linz           | Austria | 2. Bundesliga | 24    | 4      |
| 1994/95 | LASK Linz           | Austria | 2. Bundesliga | 30    | 5      |
| 1995/96 | Vorwärts Steyr      | Austria | Bundesliga    | 3     | 0      |
| 1995/96 | FC Linz             | Austria | Regionalliga  | ?     | ?      |
| 1996/97 | FC Kufstein         | Austria | 2. Bundesliga | ?     | ?      |

## Kariera reprezentacyjna
W reprezentacji Austrii Linzmaier zadebiutował 16 października 1985 roku w przegranym 0:3 towarzyskim spotkaniu z Jugosławią. W 1990 roku został powołany do kadry na Mistrzostwa Świata we Włoszech. Tam był rezerwowym zawodnikiem i wystąpił w jednym spotkaniu grupowym, z Włochami (0:1). Od 1985 do 1991 roku rozegrał w kadrze narodowej 25 spotkań i zdobył 2 gole.

## Kariera trenerska
Po zakończeniu kariery Linzmaier pracował jako asystent Kurta Jary w Tirolu Innsbruck, Hamburger SV i 1. FC Kaiserslautern. W 2005 roku tymczasowo prowadził SV Salzburg. W 2006 roku został skautem w tym klubie.